# Lupinaster lemmonii
Lupinaster lemmonii là một loài thực vật có hoa trong họ Đậu. Loài này được (S. Watson) Latschaschvili mô tả khoa học đầu tiên năm 1976.